# Rudná, Rožňava
Rudná este o comună slovacă, aflată în districtul Rožňava din regiunea Košice. Localitatea se află la altitudinea de 320 m deasupra n.m., se întinde pe o suprafață de 7,49 km2 și în 2017 număra 715 locuitori.

## Istoric
Localitatea Rudná este atestată documentar din 1219.

## Demografie
| An:                | 1994 | 2004   | 2014   | 2024   |
| ------------------ | ---- | ------ | ------ | ------ |
| Număr de persoane: | 759  | 728    | 729    | 703    |
| Diferență:         |      | −4,08% | +0,13% | −3,56% |

| An:                | 2023 | 2024   |
| ------------------ | ---- | ------ |
| Număr de persoane: | 692  | 703    |
| Diferență:         |      | +1,58% |